# ONE 162
ONE 162: Zhang vs. Di Bella fue un evento de deportes de combate producido por ONE Championship llevado a cabo el 21 de octubre de 2022 en el Axiata Arena en Kuala Lumpur, Malasia.

## Historia
Una pelea por el título vacante de kickboxing de peso paja de ONE entre Zhang Peimian y Jonathan Di Bella encabezó el evento. El ex-campeón Sam-A Gaiyanghadao anunció su retiro de la competencia internacional luego de regresar a Tailandia desde Singapur donde actuaba como entranador en Evolve MMA.
El ex-Camepeón de Peso Wélter de Glory Nieky Holzken y el ex-retador al título de Kickboxing de Peso Ligero de ONE Islam Murtazaev estaban programados para enfrentarse en una pelea de kickboxing de peso ligero en ONE X. Sin embargo, Murtazaev fue retirado de la pelea por la prohibición de parte del gobierno singapurense a todos los atletas rusos debido a la Invasión rusa de Ucrania de 2022 y la pelea fue pospuesta hasta esta evento. Sin embargo, Holzken sufrió una lesión durante la semana de la pelea y fue reemplazado por Constantin Rusu.

## Resultados
1. ↑  Por el Campeonato Mundial de Kickboxing de Peso Paja de ONE.
2. ↑  Rusu no dio el peso (173.25 lbs).
3. ↑  Balart no dio el peso (131 lbs).
4. ↑  Khalivov no dio el peso (137.5 lbs).

## Bonificaciones
Los siguientes peleadores recibieron bonos de $50.000.
- Actuación de la Noche: Eko Roni Saputra